# Мали Губер
Мали Губер је насељено мјесто у Босни и Херцеговини у Граду Ливну које административно припада Федерацији Босне и Херцеговине. Према попису становништва из 1991. у насељу је живјело 530 становника.

## Становништво
| Националност       | 1991.        | 1981.        | 1971.        |
| Хрвати             | 249 (46,98%) | 260 (49,42%) | 249 (47,15%) |
| Муслимани          | 239 (45,09%) | 229 (43,53%) | 226 (42,80%) |
| Срби               | 36 (6,79%)   | 32 (6,08%)   | 48 (9,09%)   |
| Југословени        | 5 (0,94%)    | 0            | 3 (0,56%)    |
| остали и непознато | 1 (0,18%)    | 5 (0,95%)    | 2 (0,37%)    |
| Укупно             | 530          | 526          | 528          |